# Lucas Mondelo
Lucas Mondelo García (Hospitalet de Llobregat, Barcelona, 28 de julio de1967) es un entrenador español de baloncesto. Fue seleccionador nacional femenino de España entre los años 2012 y 2021, con la que se proclamó entre otros éxitos, tricampeón continental en 2013, 2017 y 2019, subcampeón mundial en 2014 y subcampeón olímpico en 2016. A nivel de clubes, dirige desde 2019 al Toyota Antelopes japonés.

## Trayectoria

### Clubes
Lucas Mondelo comenzó su trayectoria como entrenador en el Olesa–Espanyol, al que ascendió en su primera temporada 2006/07, a la Liga Femenina y en el que permaneció cuatro temporadas. En 2010, ficha por el club Avenida Salamanca, con quien se proclamó campeón de Europa su primer año, logrando en sus dos temporadas en Salamanca (2010–12), los cinco títulos posibles en el baloncesto nacional (Liga, Copa y Supercopa) y continental (Euroliga y Supercopa).
Tras finalizar la temporada 2011/12, Mondelo es nombrado seleccionador nacional femenino de baloncesto, cargo que compatibiliza con el inicio de su periplo como entrenador fuera de España, fichando por el Shanxi Flame chino, en el que permanece cuatro temporadas (2012–16), consiguiendo tres títulos de la WCBA en cuatro años. En la temporada 2016/17, regresa a Europa como entrenador del Dynamo Kursk de la liga rusa, con el que en su primera campaña se proclamó campeón de la Euroliga. Dos meses después revalidó título continental con España, convirtiéndose en el primer entrenador campeón de Europa de clubes y selecciones en el mismo año. En sus tres temporadas al frente del conjunto ruso (2016-2019), alcanzó tres «final four» de la Euroliga consecutivas, logrando un título y dos subcampeonatos.

### Seleccionador nacional
Tras ocupar el cargo de seleccionador nacional femenino de las categorías sub-19 y sub-20 entre 2009 y 2011, desde el 11 de mayo de 2012 hasta el 6 de agosto de 2021 fue el seleccionador nacional absoluto femenino de España.
Durante ese periodo, logró un total de siete medallas de las nueve fases finales que ha dirigido, conquistando el oro en el Europeo 2013, la plata en el Mundial 2014, el bronce en el Europeo 2015, la plata en los Juegos de Río 2016, el oro en el Europeo 2017, el bronce en el Mundial 2018 y el oro en el Europeo 2019.

## Cronología como entrenador
- 2006-2010: Olesa–Espanyol (España)
- 2009-2011: Selección de España femenina sub-19 y sub-20
- 2010-2012: Club Baloncesto Avenida (España)
- 2012-2016: Shanxi Flame (China)
- 2012-2021: Selección de España femenina
- 2016-2019: Dynamo Kursk (Rusia)
- 2019-act.: Toyota Antelopes (Japón)

## Palmarés

### Clubes
- 2010-2011:  Liga Femenina
- 2010-2011:  Euroliga femenina
- 2010-2011:  Supercopa de España
- 2011-2012:  Supercopa de Europa
- 2011-2012:  Supercopa de España
- 2011-2012:  Copa de la Reina
- 2012-2013:  WCBA
- 2013-2014:  WCBA
- 2014-2015:  WCBA
- 2016-2017:  Euroliga femenina
- 2017-2018 : Supercopa de Europa

### Selección española
Absoluta
- Oro - Europeo 2013
- Plata - Mundial 2014
- Bronce - Europeo 2015
- Plata - Juegos Olímpicos 2016
- Oro - Europeo 2017
- Bronce - Mundial 2018
- Oro - Europeo 2019

Juveniles
- Plata - Mundial Sub-19 2009
- Plata - Europeo Sub-20 2010
- Oro - Europeo Sub-20 2011